# おしりたんてい
『おしりたんてい』は、トロル作の絵本、児童書、スマートフォンアプリ、アニメシリーズ。またはそれらの主人公の名前。

## 概要
顔の形が「おしり」に見える名探偵の「おしりたんてい」が、数々の難事件を解決していく謎解き物語。
2011年、FLAMAからiPad専用アプリとして初登場。2012年にポプラ社から3～5歳を対象とする絵本シリーズとして刊行開始され、2015年より小学校低学年向けに「おしりたんていファイル」と称した児童書シリーズが加わった。児童書は半年ほどに1冊のペースで刊行されている。
2024年12月時点でシリーズ累計発行部数は3000万部を突破している。
原作名義の「トロル」は、原作担当の田中陽子と作画担当の深澤将秀で構成されるユニットで、田中は同名のキャラクター企画会社（株式会社トロル）の社長を務める。

## あらすじ
「フーム、においますね」 が口癖の、レディーにやさしくスイートポテトが好きな名探偵・おしりたんていが、助手のブラウンとともに、どんな事件もププッと解決していく物語。

## 登場キャラクター
声優の特記が無いものは、テレビアニメ版のものとする。

### 主要キャラクター
おしりたんてい
声 - 三瓶由布子
本シリーズの主人公。11月4日生まれ。おしりのような見た目の顔と、父から譲り受けたチェックのベレー帽がトレードマーク。「フーム、においますね」が口ぐせの探偵。犯人を追い詰めるときには「しつれいこかせていただきます」と言って必殺技（強烈な悪臭）を放つ。レディーに優しく、どんな時でも冷静沈着。髪型は7対3に分けることを心掛けている。IQ1104（いいおしり）の天才的頭脳を持つ。好きなものはあたたかい飲み物と甘いお菓子。特にスイートポテトが大好き。逆に辛い物は大の苦手で、一口食べただけでも倒れてしまう程。趣味はティータイムと読書。作中では紅茶を飲んでいることが多いが、コーヒーや緑茶も嗜む。洋服は全てオーダーメイド。切り札である必殺技はあくまでも犯人を追い詰める・状況を打開する目的として用いられる。ガス状の気体として描写されるが、児童読み物第3作（アニメ版第4・5話）ではダンボール箱に長時間密封ができる・風船状の物に詰めると浮力を持つ・限られた空間内に詰め過ぎると時限爆弾のように大爆発するなど使い方次第で用途の幅はかなり多い。
字幕放送の色は黄色。
ブラウン
声 - 齋藤彩夏
おしりたんていの助手。少し迂闊なお調子者。甘いものが大好き。鼻が良く足が非常に速い。穴掘りが得意。ある時おしりたんていのピンチを救ったことから一緒に住むようになったらしい。おしりたんていが犯人を追い詰める際には、毎回何らかの形で必殺技の巻き添えを受けている。
絵本版と児童読み物版やアニメ版ではキャラクター設定が大幅に異なっている。前者では容姿・挙動などが現実の小型犬に近く、人語を喋る描写はほとんど見られないのに対し、後者は擬人化された姿となっている。アニメ版では元々絵本版の姿でワンコロ警察学校に通っていたが、おしりたんていとの出会いを経て児童読み物版の姿に置き換わっている。
字幕放送の色は青色。
かいとうU
声 - 櫻井孝宏
世間を騒がす大泥棒。おしりたんていのライバル的存在。キザな性格。盗む前に予告状を送り付けるなど、大胆不敵な手口でワンコロ警察署を翻弄する。とぐろを巻いた形状の黒いマスクに、裏地が薔薇柄の黒マントを愛用している。美しい物を狙い怪盗として事件を起こすが彼の狙う財宝は奇遇にもトイレットペーパー・トイレ用洗剤・便座などを模したものが多い。逃走手段に町の人々をかく乱に利用する事もあるが、おしりたんてい同様レディーに優しく無関係な人々に危害を加える事はない。逃走中の手違いで持ち去ってしまった物品はどんなに小さく安いものであっても持ち主に返すなど、怪盗としての在り方を貫いている。
字幕放送の色は紫色。
すず
声 - 宇山玲加
「ラッキーキャット」のマスターの娘。男勝りで負けん気が強い性格。趣味はロックミュージックとボクシング。料理はあまり得意ではない。
コアラちゃん
声 - 小橋里美
勇敢な少女。将来はおしりたんていのような立派な探偵を目指している。児童読み物七作目（アニメ版第22・23話）の依頼者。

### ワンコロけいさつ
シンボル（現実の警察で言うところの旭日章）は金文字の「犬」。刑事達の名前はアニメ版にて判明。
マルチーズしょちょう
声 - 渡辺いっけい
ワンコロけいさつしょの署長。手乗りサイズ。丸いものが大好きで、目にすると事件を忘れてすぐに飛びついてしまう。おっちょこちょいだが刑事たちからは慕われている。趣味はゴルフ。
字幕放送の色は緑色。
くびふとし
声 - 杉村憲司
ワンコロけいさつしょの刑事。刑事たちの中で最もまじめ。屈強な体と太い首が特徴。よく小さいマルチーズ署長を手や肩に乗せて運んでいる。一時期怪我から首が細くなり、くびほそしと呼ばれる。その時期に警官に成り済まして強盗に及ぶ事で知られていたマネオンに成り済まされた。同僚達に偽物だと言われて落ち込んでいたが、最初から首が細くなった方が本物である事は分かっていた。偽物だと言い張った理由は、マネオンが成り済ましたくびふとしを本物だと思い込んだ振りをする事でマネオンを泳がせて油断させたていただけで捜査の為の悪意なき嘘だった。
パーマネント
声 - 池田鉄洋
ワンコロ警察署の刑事。ウェービーヘアーが特徴。隙あらばダジャレを披露する程のダジャレ好き。みみとがりとは同期で仲良し。
みみとがり
声 - 小西克幸
ワンコロ警察署の刑事。ある事件を機に耳がピンと立ったままになった。発明は得意だが、おばけが怖い。パーマネントとは同期。
こいまゆ
声 - 中村まこと
ワンコロ警察署の刑事。太い眉毛が特徴。既婚者。15人家族で11人の子供を持つ父親。いつもスーパーの安売り情報を気にしている。
ふじさきスパニー
声 - 富田美憂
ワンコロけいさつの巡査。趣味はショッピングやパワースポットを巡ること。
さおとめショーコ
声 - 小橋里美
ワンコロけいさつの巡査。ふじさきと仲良し。みみとがりけいじのファン。
すずきビーグル
声 - 髙木裕平
ワンコロけいさつの巡査。まじめで平均的な男。ふじさきを気にしている。
たなかメガネ
声 - 石谷春貴
ワンコロけいさつの巡査。インドア派。時々メガネをなくしている。
ブル・ブルオ
声 - 林大地
ワンコロけいさつの巡査。いつもお腹を空かしている食いしん坊。「メゾン・トテモアマそう」に住んでいる。22歳。

### メイケンけいさつ
アニメオリジナルキャラクター。刑事たちは全員メガネをかけており、エリート意識が高い。
チワワしょちょう
声 - 三ツ矢雄二
メイケンけいさつしょの署長。マルチーズしょちょうと同じサイズ。マルチーズしょちょうとは警察学校時代からのライバル。
はなながし
声 - 安元洋貴
メイケンけいさつしょの刑事。尖った鼻が特徴で鼻が利く。
ストレート
声 - 橋本さとし
メイケンけいさつしょの刑事。さらさらヘアーが特徴。気取ったダジャレを言う。
みみまーる
声 - 小林親弘
メイケンけいさつしょの刑事。耳の先が丸い。
うすまゆ
声 - 茶風林
メイケンけいさつしょの刑事。眉が薄い。既婚者で5人の子供がいる。

### 警察の関係者
みみだれざかちょくしん
声 - 松本大
オリノナ監獄の所長。曲がったことが嫌い。
いぬのかんしゅたち
声 - 蓮岳大、佐々木義人
タレミミそうさかん
声 - 速水奨
アニメオリジナルキャラクター。国際警察ワンターポールの捜査官。アニメ第18話に登場。
キシュウ・ケンタ
声 - 高橋広樹、遊佐浩二（第51話代役）
ワンコロけいさつがっこうの先生でブラウンの恩師。熱血で生徒からも慕われている。甘い物が好きで学校にお菓子を隠し持っていたため、生徒が落第する原因を作ると同時に自身も虫歯になっていた。

### その他
マスター（本名・たま）
声 - 菅生隆之、落合弘治（若いころのマスター）
おしりたんていの事務所があるビルの1階で、「ラッキーキャット」というカフェを娘すずと2人で営んでいる。おしりたんていから「スイートポテトが絶品」と評されるほどの料理上手。ラッキーなアイテムと招き猫にこだわりがある。若い頃はボクシングをやっていて、本人曰く「疾風のたまちゃん」と呼ばれていた。情報通。ぎっくり腰を患っている。
ゆき/YUKI
声 - 小林ゆう
マスターの妻で、すずの母。児童読み物9作目（アニメ版第55・56話）で登場。メタルロックバンド「LUCKY CAT」のボーカルYUKIとして、世界中を飛び回っている。普段は控えめだが、ライブでは激しく叫び歌う。
おしりダンディ
声 - 山路和弘
おしりたんていの父親。冒険家であると同時に、「うみのむこうはくぶつかん」のいせきほごかのチーフ。おしりたんていと同じ必殺技が使える。レディに弱いのが玉に瑕。好物はさつまいもチップスとか甘い缶コーヒー。
字幕放送の色は赤色。
みずべみはる
声 - 宮崎敦吉
みずうみこうえんにてボート貸を営んでいる。マルチーズしょちょうや、カシマッセまさみさんとおおやちあきさんと仲良し。
おおやちあき
声 - 中村まこと
アパート「メゾン・トテモアマソウ」の大家さん。マルチーズしょちょうや、みずべみはるさんとカシマッセまさみさんと仲良し。
カシマッセまさみ
声 - 佐々木義人
不動産屋「ハウスカシマッセ」の代表。マルチーズしょちょうや、みずべみはるさんとおおやちあきさんと仲良し。
メエちゃん
声 - 富田美憂
手作りお菓子のお店「Sweet Candy」の孫娘。絵本1作目（アニメ版第1話）の依頼人。
ヒツジのおじいさん
声 - 宮崎敦吉
「Sweet Candy」のご主人。メエちゃんの祖父。絵本1作目（アニメ版第1話）の事件被害者。
ヒツジのおばあさん
声 - 小橋里美
「Sweet Candy」を、おじいさんといっしょに切り盛りするメエちゃんの祖母。
ヒュン・ヒョウコ
声 - 佐伯美由紀
「メゾン・トテモアマそう」の住人。28歳。ダンサーを夢見て町中で踊っている。
ネコ・にゃんこ
声 - 小橋里美
お花を愛し「フラワー」という花屋で働く女性。お花がついたカチューシャをしている。「メゾン・トテモアマそう」の住人。30歳。
ヒロ・ラッコー
声 - 夏谷美希
デザイナーの女性。アクセサリーを作るのが得意でよくお店を開いている。ピンクのスクエアフレームのメガネが特徴。「メゾン・トテモアマそう」の住人。30歳。
ヨコハマベ
声 - 前田弘喜
カエルミドリコ
声 - 美々
ブタコ
声 - 小橋里美
てながさるおみ
声 - 石上裕一
ろばお
声 - 後藤ヒロキ
ハゲワシ男
声 - 陶山章央
ヤガール
声 - 池田鉄洋
絵描き。自称・シュルレアリスムの巨匠。よく町でスケッチをしている。「メゾン・トテモアマそう」の住人。62歳。
ネクラ・ネール
孤独なクラゲの青年。謎が多い。いつも友達を募集している。「メゾン・トテモアマそう」の住人。18歳。
ブー・ブーたろう
声 - 竹内順子
お菓子が大好きな青年。絵本1作目（アニメ版第1話）で「Sweet Candy」のお菓子を盗み、ヒツジのおじいさんを監禁した犯人。その後は心を入れ替えてアニメ第50話ではドーナツ屋を営んでいた。「メゾン・トテモアマそう」の住人。27歳。
かるがもたさん
声 - ？
七つ子の子どもたちがいつも迷子になってしまう。
さるちえお
声 - 石谷春貴
街頭でいつも選挙活動を行っている。本人とは似ても似つかない写真の選挙ポスターが顰蹙を買っている。
みみずの母
声 - 佐伯美由紀
占い師。絵本三作目（アニメ版第二話）の事件被害者。「ニュースしんぶん」で占いコーナーの連載を持っている。
ゴリかわげんこつ
声 - 林大地
「ニュースしんぶん」の編集長。少年たちのボールをしょっちゅう頭にぶつけられている。
カメかめお
声 - 石谷春貴
「ニュースしんぶん」の専属カメラマン。
ホーホーはかせ
声 - 楠見尚己
ペンギンたろう
声 - 櫻井孝宏
いつもラブラブなカップル。いつでもいっしょ。ときどき、けんかもする。
ペンギンはなこ
声 - 高橋ミナミ
いつもラブラブなカップル。いつでもいっしょ。ときどき、けんかもする。
べにいもこ
声 - 篠原恵美
「オーイモのうえん」のオーナー。児童読み物一作目（アニメ版第8・9話）で登場。
うさごろう
声 - 梅津秀行
もりもりのもり駅にある「モリノナカフェ」の店長さん。スイーツが美味しいと評判の名店で、おしりたんていもお忍びで訪れている。絵本4作目（アニメ版第10話）から登場。
かめのこうじまんねん
声 - 佐々木睦
代々続く大金持ち「かめのこうじ家」の当主。たくさんの会社を経営しており、KNKぎんこうの頭取でもある。
かめのこうじうみ
声 - 夏谷美希
まんねんの奥さんで、みどりたちの母親。
かめのこうじみどり
声 - 古木のぞみ
まんねんの娘。父親思いの優しい少女。おしりたんていが好き。アニメ版では「なんでもかいけつクラブ」のメンバー。
かめのこうじおくねん
声 - 小橋里美
まんねんの息子で、みどりの弟。
ぶたローズ
声 - 武田華
ぶたぶひろう
声 - 間宮康弘
オオヤギ・ホシヨ
声 - 清水理沙
ヤギスチャン
声 - 後藤哲夫→園部啓一
オオヤギ
声 - 斎藤志郎
カプリコ
声 - 橘田いずみ
ゴウト
声 - 高橋伸也
とうぞくだんのボス
声 - 浅野まゆみ
アザラーシ
声 - 杉野田ぬき
にわとりロッカー
声 - 櫻井孝宏
バーバーケガニ店長
声 - 中村まこと
カニスケ
声 - 小西克幸
カニゾウ
声 - 杉村憲司
カニール
声 - 池田鉄洋
ブタコ
声 - 小橋里美
ゴリかわ
声 - 林大地
カブトミヤはくしゃく
声 - 龍田直樹
ジョン・ウマモト
声 - 櫻井孝宏
ツネマツ
声 - 金城大和
カバ店主
声 - 林大地
からすだひかる
声 - 志村知幸
リリィ
声 - 福圓美里
お父さんが旅するお菓子屋さん「Fried bone」を営んでいる女の子。アニメ版の第30話、第31話で登場。アニメオリジナルキャラクターだが、絵本第6作にもブラウンと交流するよく似た犬が登場している。
キャーロット・ホース
声 - 平田広明
トン・ワトン
声 - 岩田光央
うさと
声 - 井口祐一
くまさわ
声 - 佐々木義人
となかいわお
声 - 保村真
ゲレンデ内にあるロッジのオーナー。絵本7作目の探偵依頼者。
となかいくみ
声 - 佐伯美由紀
いわおの妻。ロッジ内ではスキーヤーやボーダーに温かい料理を振舞う。
となかいしお
声 - 宇山玲加
いわおの長男。
となかいとた
声 - 小橋里美
いわおの長男。
となかいけと
声 - 古木のぞみ
いわおの三男。
あかまゆ、きいろまゆ、みどりまゆ、あおまゆ、むらまゆ、ももまゆ、みずまゆ、きみまゆ
声 - 古木のぞみ(あかまゆ)、髙木裕平(きいろまゆ)、佐伯美由紀(みどりまゆ)、夏谷美希(あおまゆ)、富田美憂(むらまゆ)、宇山玲加(ももまゆ)、石谷春貴(みずまゆ)、小橋里美(きみまゆ)
こいまゆ刑事の11人の子供。全員男の子で父親似。甘い物が好き。まだ自転車に乗れない。あかまゆが長男。末っ子のみずまゆは泳げない。足のサイズが同じで、こいまゆが区別しやすいように靴の後ろに名前を書いた。アニメ第17話では写真と回想のみの登場だったが第50話で登場した。全員が虫歯になってしまい歯医者が嫌で父親から逃げ出してしまう。上記の8人の名前は判明しているが他3人の名前は不明。
つばめぐみ おやかた
声 - 中村まこと
つばめぐみ でし
声 - 池田鉄洋
サル男
声 - 大畑伸太郎
サル次郎
声 - 辻本耕志
クレオパ
声 - 渡辺明乃
エレク
声 - ブリドカットセーラ恵美
ボルタ
声 - 北沢力
長老
声 - 中博史
ウルフスキー
声 - 井上和彦
イワン
声 - 園部啓一
カワウソ男
声 - 山本兼平
ケロ１６世
声 - 長嶝高士
ケロリーヌ
声 - 東山奈央
ケロネット
声 - 夏谷美希
ケロキザ
声 - 遊佐浩二
ゲコヘイ
声 - 村田太志
ケム
声 - 石谷春貴
ケロベン
声 - ？
ケロッスル
声 - ？
ガマル
声 - ？
このえだん
声 - ？
みみだれざかちょくしん
声 - 松本大
いぬのかんしゅたち
声 - ？
ウッキえもん
声 - 林勇
やさいやさん
声 - ？
うさゆり
声 - 朴璐美
ブラビット
声 - 内田夕夜
かいとうチュー
声 - ？
おおぺらざ支配人
声 - ？
ねずみこうぞう
声 - 塩屋浩三
ねずみの部下
声 - ？
サザ・プライスレス
声 - ？
メイクアップの店員
声 - ？
POCHA
声 - ？
KURO
声 - ？
TORA
声 - ？
だんごまるお
声 - ？
ハクビシン男
声 - 松山鷹志
カエルの青年
声 - ？
魚の学生
声 - ？
ポポやま
声 - ？
ハトミ
声 - ？
こねずみじゅんいちろう
声 - 菊池こころ
ウサギのレディ
声 - ？
ホーソーTVカメラマン
声 - ？
ネコせんちょう
声 - 新谷真弓
あずき
声 - 藤田咲
シロー
声 - 福山潤
チョウチョはかせ
声 - 利根健太朗
チョウチョふじん
声 - 日高のり子
グレねえ
声 - 安済知佳
パピヨ
声 - 伊藤静
ヒラメ
声 - 吉野裕行
ベリー / かいとうB / ベリウン
声 - 大久保瑠美
児童読み物第10巻（テレビアニメ第66話・第67話）より登場。「ラッキーキャット」の新人アルバイトとして男性客を虜にするが、その正体は「かいとうアカデミー」出身の女怪盗・かいとうB。ハニートラップを得意とし、おしりたんていも罠にはめようとするも最終的には失敗、おしりたんていに対して個人的興味を抱くようになる。かいとうUとは旧知の関係。
タイコ
声 - 木野日菜
タイコの父
声 - ？
タイコの母
声 - ？
アラシヤマ
声 - くまいもとこ
バンギンジ
声 - 白熊寛嗣
クロワシクミコ
声 - YOKO FUCHIGAMI
ツルル
声 - 甲斐田裕子
シラサギーヌ
声 - 五十嵐麗
キツツキよしえ
声 - ？
わにがわ
声 - 藤原貴弘
エリザマスふじん
声 - 一城みゆ希
チキ・チータ / かいとうC
声 - 小清水亜美
かいとうアカデミーの一員。
オジョータン
声 - 三日尻望
オトータンの娘。ボクシングに打ち込んでいる。
オトータン
声 - 木村雅史
オジョータンの父親。
ドードー
声 - ？
フェーネ
声 - ？
ポンポン / かいとうP
声 - 岡村明美
かいとうアカデミーの一員。かいとうGから「すずめのティアドロップゥ～」を盗むよう命令された。
ピエロ
声 - ？
かんちょう
声：？
カーリー
声 - 高木渉
ペリカ山
声 - ？
ヒツジ川
声 - ？
白くま田
声 - ？
ウマ沢
声 - 鷲見昂大
キリン村
声 - 佐々木拓真
クマの船員
声 - ？
大道芸人
声 - ？
アキオ
声 - 杉崎亮
ヒグマ監督
声 - 高岡瓶々
エゾリ助監督
声 - ？
イチロー
声 - ？
ベーやん
声 - ？
チェリー
声 - 洲崎綾
プラム
声 - 天野宏郷
アレサンドロ・ス・カンク
声 - ？
レオナルド・ス・カンク
声 - 森なな子
ヒツジイヤ
声 - 飛田展男
ホーク
声 - 斧アツシ
ペドロ
声 - 川田紳司
ハトむら
声 - 菊池正美
バッタはやと
声 - ？
シュウゴ
声 - 大谷育江
ぽんだ
声 - 林大地
おおばくにえ
声 - ？
サガネ
声 - ？
かねこやぶろう
声 - ？
バクはるお
声 - ？
こがねむしきんたろう
声 - ？
こがねむしふじん
声 - ？
とちうるふ
声 - 寸石和弘
イノ
声 - 高木裕平
ニノ
声 - 林大地
フェレッド / かいとうF
声 - 森川智之
かいとうアカデミーの一員。
Fママ
声 - 金田アキ
Fウーマン
声 - 夏谷美希
Fマン
声 - 菊池こころ
かめのこうじちんねん
声 - 塾一久
カバ沢そういち
声 - ？
カバ沢そうじ
声 - 篠原彰宏
カバ沢みつこ
声 - ？
チーター武夫
声 - 高橋伸也
トノサマ
声 - ？
イナゴ男
声 - ？
ミニイナゴ男
声 - ？
ヌーじい
声 - 石住昭彦
ゲンタ
声 - ？
ゲンタの妹
声 - ？
ヒロ
声 - 天野宏郷
かがみきょういち
声 - 鵜澤正太郎
かがみラミ子
声 - 斉藤貴美子
ミロワ
声 - ？
ガンテツ
声 - 仲野裕
かがみいちろう
声 - 竹中悠斗
しつじ
声 - 水内清光
ゴロー / かいとうG
声 - 大塚芳忠
児童読み物第11巻より登場。国際犯罪組織「かいとうアカデミー」のボス。「G部隊」を率いている。
必殺技は「シャドウG」。とんでもない恐怖で失敗を犯した部下にお仕置きをする。
コーラちゃん
声 - 本名陽子
サイダーちゃん
声 - ゆかな
モコスケ
声 - 大隈健太
ハムタ
声 - 魚建
妖精バク
声 - 三宅麻理恵
いのしんたろう
声 - 林大地
おおみちはしる
声 - 泰勇気
かいとうZ
声 - 柿原徹也
かいとうアカデミーの一員。口癖は「ぶったきる」。かいとうGからかわいイリスの所有している100億マドカを盗むよう命じられた。
かいとうN
声 - 小林大紀
かいとうGからかわいイリスの所有している100億マドカを盗むよう命じられた。
かいとうT
声 - 高橋伸也
かいとうQ
声 - 渡辺久美子
かいとうGに月光石を盗むように頼まれる。いつかアカデミーを乗っ取るつもり。28歳。
かいとうH
声 - 間宮康弘
筋肉ムキムキ。覚醒すると腕の筋肉が大きくなる
かいとうI
声 - 吉田有里
Gぶたい
声 - 篠原彰宏、髙木裕平、徳留慎乃佑、林大地
かわいイリス
声 - 真殿光昭
株式会社スアナの社長。100億マドカを所有している。
ツカエル
声 - 兼政郁人
かいとうIの生み出したかいとう育成ロボット。現在は家事ロボットとして働いている。

## テレビアニメ
2017年5月31日、Twitterの東映アニメーション公式アカウントより、アニメプロジェクトの始動が発表される。
2018年5月3日よりNHK Eテレにて3週連続で放送されたのち、5月5日に新作の放送決定が発表され、7月14日から8月25日まで7週連続で放送された。ナレーションは渡辺いっけい。
9月19日、レギュラー放送の決定が発表され、Eテレにて12月1日から放送されている。
2019年7月から新作の第3期エピソードを放送。
2020年4月から新作の第4期エピソードを放送。
2021年4月から新作の第5期エピソードを放送。
2022年4月から新作の第6期エピソードを放送。
2023年4月から新作の第7期エピソードを、春期と秋期に分割して放送。
2024年4月から新作の第8期エピソードを、春期と秋期に分割して放送。
2025年4月から新作の第9期エピソードを、春期と秋期に分割して放送。

### スタッフ
- 原作 - トロル
- 企画 - 鷲尾天、千葉均、田邊良成
- プロデューサー - 谷上香子、高林淳一、野島恵里
- シリーズ構成 - 高橋ナツコ
- 音楽 - 高木洋
- 美術デザイン - 増田竜太郎
- 色彩設計 - 川邊紗苗
- キャラクターデザイン - 真庭秀明
- 総作画監督 - 真庭秀明、フランシス・カネダ
- シリーズディレクター - 芝田浩樹→佐藤雅教→池田洋子→門由利子
- 特殊効果 - 勝岡稔夫
- 撮影監督 - 則友邦仁
- 編集 - 吉田公紀
- 録音 - 澤村裕樹
- 音響効果 - 中原隆太、茅原万起子
- 記録 - 梶本みのり
- 制作デスク - 末竹憲
- キャスティング - 松山守美
- アニメーション制作担当 - 白川理桜、土屋貴彦
- 協力プロデューサー - 吉田稔、犬塚舞、宮石尚典
- アニメーション制作 - 東映アニメーション

### 主題歌
オープニングテーマ「ププッとフムッとかいけつダンス」
作詞 - 藤本記子 / 作曲 - 小杉保夫 / 編曲 - 高木洋 / 歌 - 伊勢大貴 / ダンス振付 - TEMPURA KIDZ

### オープニング映像スタッフ
- 企画 - 鷲尾天、柳川あかり、塚本栄志
- 監督 - 日向学
- CG製作統括 - 氷見武士
- CGプロデューサー - 横尾裕次
- CGディレクター - 高橋友彦
- CGリードアニメーター - 川崎健太郎

### 各話リスト
| 話数 | サブタイトル                                        | 脚本       | 絵コンテ （演出協力） | 演出                  | 作画監督 （総作画監督）                                | 美術監督   | 本放送日      | 原作                 |
| ---- | --------------------------------------------------- | ---------- | --------------------- | --------------------- | ------------------------------------------------------ | ---------- | ------------- | -------------------- |
| 1    | ププッとかいけつ! おしりたんていとうじょう!         | 高橋ナツコ | 芝田浩樹              | 芝田浩樹              | 川村敦子                                               | 田中美紀   | 2018年 5月3日 | 絵本第1作            |
| 2    | ププッ ちいさなしょちょうの だいピンチ!?            | 大草芳樹   | 土田豊                | 土田豊                | 河野宏之                                               | 増田竜太郎 | 5月4日        | 絵本第3作            |
| 3    | ププッ おおどろぼう あらわる!                       | 成田順     | 平山美穂              | 高橋裕哉              | 真庭秀明                                               | いいだりえ | 5月5日        | 絵本第5作            |
| 4    | ププッ ふめつの せっとうだん（前編）                | 高橋ナツコ | 小村敏明              | 小村敏明              | 河野宏之                                               | 増田竜太郎 | 7月14日       | 児童読み物第3作      |
| 5    | ププッ ふめつの せっとうだん（後編）                | 高橋ナツコ | 紅優                  | 山口暁生              | 河野宏之                                               | 田中美紀   | 7月21日       | 児童読み物第3作      |
| 6    | ププッ おきゃくさんのわすれもの                     | 成田順     | 土田豊                | 土田豊                | 川村敦子                                               | いいだりえ | 7月28日       | 児童読み物第2作      |
| 7    | ププッ ブラウンものがたり                           | 大草芳樹   | 平山美穂              | 高橋裕哉              | 真庭秀明                                               | 陳烔年     | 8月4日        | 児童読み物第4作      |
| 8    | ププッ むらさきふじんの あんごうじけん（前編）      | 高橋ナツコ | 小村敏明              | 小村敏明              | 河野宏之                                               | 田中美紀   | 8月11日       | 児童読み物第1作      |
| 9    | ププッ むらさきふじんの あんごうじけん（後編）      | 大草芳樹   | 紅優                  | 池田洋子              | 河野宏之                                               | いいだりえ | 8月18日       | 児童読み物第1作      |
| 10   | ププッ コアラちゃんだいかつやく                     | 高橋ナツコ | 芝田浩樹              | 芝田浩樹              | 川村敦子                                               | 増田竜太郎 | 8月25日       | アニメオリジナル作品 |
| 11   | ププッ とこやさんにうかぶゆうれい                   | 篠沢侑斗   | 貝澤幸男              | 貝澤幸男              | 高橋友彦                                               | 田中美紀   | 12月1日       | 児童読み物第3作      |
| 12   | ププッ かいとう たい たんてい（前編）               | 成田順     | 平山美穂              | 平山美穂              | 真庭秀明                                               | 田中美紀   | 12月8日       | 児童読み物第4作      |
| 13   | ププッ かいとう たい たんてい（後編）               | 成田順     | 土田豊                | 土田豊                | 河野宏之                                               | 陳烔年     | 12月15日      | 児童読み物第4作      |
| 14   | ププッ いせきからのSOS（前編）                      | 成田順     | 小村敏明              | 小村敏明              | 伊藤郁子                                               | 田中美紀   | 2019年 1月5日 | 児童読み物第5作      |
| 15   | ププッ いせきからのSOS（後編）                      | 大草芳樹   | 芝田浩樹              | 芝田浩樹              | 川村敦子                                               | 羽鳥雅美   | 1月12日       | 児童読み物第5作      |
| 16   | ププッ あやしいほうもんしゃ                         | 篠沢侑斗   | 貝澤幸男              | 小山保徳              | 高橋友彦                                               | 陳烔年     | 1月19日       | 児童読み物第5作      |
| 17   | ププッ きけんなまるいもの                           | 高橋ナツコ | 土田豊                | 土田豊                | 河野宏之                                               | 陳烔年     | 1月26日       | アニメオリジナル作品 |
| 18   | ププッ かいとうUのだいさくせん                      | 千葉克彦   | 平山美穂              | 平山美穂              | 真庭秀明                                               | 田中美紀   | 2月2日        | アニメオリジナル作品 |
| 19   | ププッ やみよにきえるきょじん（前編）               | 篠沢侑斗   | 池田洋子              | 池田洋子              | 川村敦子                                               | 羽鳥雅美   | 2月9日        | 児童読み物第2作      |
| 20   | ププッ やみよにきえるきょじん（後編）               | 千葉克彦   | 小村敏明              | 小村敏明              | 川村敦子                                               | 陳烔年     | 2月16日       | 児童読み物第2作      |
| 21   | ププッ おやつどろぼうはだれだ?                      | 高橋ナツコ | 紅優                  | 古家陽子              | 伊藤郁子                                               | 田中美紀   | 2月23日       | 児童読み物第1作      |
| 22   | ププッ みはらしそうのかいじけん（前編）             | 高橋ナツコ | 芝田浩樹              | 芝田浩樹              | 河野宏之                                               | 羽鳥雅美   | 3月2日        | 児童読み物第7作      |
| 23   | ププッ みはらしそうのかいじけん（後編）             | 篠沢侑斗   | 紅優                  | 佐藤雅教              | 河野宏之                                               | 佐藤千恵   | 3月9日        | 児童読み物第7作      |
| 24   | ププッ はりこみのよる                               | 千葉克彦   | 紅優                  | 高橋裕哉              | 斉藤拓也                                               | 田中美紀   | 3月16日       | 児童読み物第7作      |
| 25   | ププッ うたがわれたけいじ                           | 大草芳樹   | 小村敏明              | 小村敏明              | 川村敦子                                               | 羽鳥雅美   | 3月23日       | アニメオリジナル作品 |
| 26   | ププッ かばんをとりもどせ                           | 成田順     | 池田洋子              | 池田洋子              | 伊藤郁子                                               | 陳烔年     | 3月30日       | アニメオリジナル作品 |
| 27   | ププッ レインボーダイヤをさがせ!（前編）            | 大草芳樹   | 古家陽子              | 古家陽子              | 河野宏之                                               | 田中美紀   | 7月6日        | 絵本第2作            |
| 28   | ププッ レインボーダイヤをさがせ!（後編）            | 成田順     | 佐藤雅教              | 佐藤雅教              | 斉藤拓也                                               | 羽鳥雅美   | 7月13日       | 絵本第2作            |
| 29   | ププッ かいとうUはおアツいのがおすき                | 高橋ナツコ | 芝田浩樹              | 芝田浩樹              | 川村敦子                                               | 陳烔年     | 7月20日       | アニメオリジナル作品 |
| 30   | ププッ おしりたんていがふたりいる!?（前編）         | 千葉克彦   | 小村敏明              | 小村敏明              | 河野宏之                                               | 田中美紀   | 7月27日       | 絵本第6作            |
| 31   | ププッ おしりたんていがふたりいる!?（後編）         | 千葉克彦   | 佐藤雅教              | 佐藤雅教              | 河野宏之                                               | 羽鳥雅美   | 8月3日        | 絵本第6作            |
| 32   | ププッ あやうしたんていじむしょ（前編）             | 篠沢侑斗   | 古家陽子              | 古家陽子              | 簾畑由実                                               | 陳烔年     | 8月10日       | 児童読み物第6作      |
| 33   | ププッ あやうしたんていじむしょ（後編）             | 大草芳樹   | 高橋裕哉              | 高橋裕哉              | 真庭秀明                                               | 田中美紀   | 8月17日       | 児童読み物第6作      |
| 34   | ププッ おとうさまはしんぱいしょう                   | 成田順     | 池田洋子              | 佐藤雅教              | 川村敦子                                               | 羽鳥雅美   | 8月24日       | 児童読み物第6作      |
| 35   | ププッ とけいとうのぼうれい                         | 千葉克彦   | 紅優                  | 貝澤幸男              | 高橋友彦                                               | 陳烔年     | 8月31日       | アニメオリジナル作品 |
| 36   | ププッ ワナだらけのジャングル                       | 千葉克彦   | 小村敏明              | 小村敏明              | 河野宏之                                               | 田中美紀   | 9月7日        | アニメオリジナル作品 |
| 37   | ププッ はんざいけいかくのシナリオ                   | 大草芳樹   | 貝澤幸男              | 貝澤幸男              | 簾畑由実                                               | 羽鳥雅美   | 9月14日       | アニメオリジナル作品 |
| 38   | ププッ かいとうU たい かいとうU!?（前編）           | 高橋ナツコ | 紅優                  | 平山美穂              | 真庭秀明                                               | 陳烔年     | 9月21日       | アニメオリジナル作品 |
| 39   | ププッ かいとうU たい かいとうU!?（後編）           | 高橋ナツコ | 芝田浩樹              | 芝田浩樹              | 川村敦子                                               | 田中美紀   | 9月28日       | アニメオリジナル作品 |
| 40   | ププッ ゆきやまのしろいかいぶつ!?（前編）           | 大草芳樹   | 佐藤雅教              | 佐藤雅教              | 飯島秀一 篠原健二                                      | 羽鳥雅美   | 2020年 4月4日 | 絵本第7作            |
| 41   | ププッ ゆきやまのしろいかいぶつ!?（後編）           | 成田順     | 貝澤幸男              | 高橋裕哉              | 簾畑由実                                               | 田中美紀   | 4月11日       | 絵本第7作            |
| 42   | ププッ きえたがかのなぞ                             | 千葉克彦   | 貝澤幸男              | 貝澤幸男              | 川崎健太郎                                             | 佐藤千恵   | 4月18日       | アニメオリジナル作品 |
| 43   | ププッ マルチーズしょちょうとチワワしょちょう       | 米村正二   | 平山美穂              | 岩井隆央              | 日下岳史 吉川佳織                                      | 羽鳥雅美   | 4月25日       | アニメオリジナル作品 |
| 44   | ププッ ブラウンのたんていしゅぎょう                 | 米村正二   | 小村敏明              | 小村敏明              | 仁井宏隆 岡部実                                        | 宮本里香   | 5月2日        | アニメオリジナル作品 |
| 45   | ププッ かいとうとねらわれたはなよめ（前編）         | 米村正二   | 小村敏明              | 小村敏明              | 田中理子 秦野三和子                                    | 宮本里香   | 5月9日        | 児童読み物第8作      |
| 46   | ププッ かいとうとねらわれたはなよめ（後編）         | 千葉克彦   | 高橋裕哉              | 高橋裕哉              | 真庭秀明                                               | 羽鳥雅美   | 5月16日       | 児童読み物第8作      |
| 47   | ププッ おりのなかのけいかく（前編）                 | 高橋ナツコ | 佐々木憲世            | 佐々木憲世            | 篠原健二 楠木智子                                      | 田中美紀   | 5月23日       | 児童読み物第8作      |
| 48   | ププッ おりのなかのけいかく（後編）                 | 高橋ナツコ | 佐藤雅教              | 田辺泰裕              | 簾畑由実                                               | 宮本里香   | 5月30日       | 児童読み物第8作      |
| 49   | ププッ ゴリかわへんしゅうちょうのじけんぼ           | 大草芳樹   | 貝澤幸男              | 貝澤幸男              | アレハンドロ・ジョン・ベレン 織岐一寛                  | 田中美紀   | 6月6日        | アニメオリジナル作品 |
| 50   | ププッ むしばはつらいよ                             | 成田順     | 芝田浩樹              | 岩井隆央              | 飯島秀一 江原小百合                                    | 羽鳥雅美   | 6月13日       | アニメオリジナル作品 |
| 51   | ププッ きけんなおにもつ                             | 高橋ナツコ | 小村敏明              | 小村敏明              | 梨沢孝司 井手武生                                      | 田中美紀   | 6月20日       | アニメオリジナル作品 |
| 52   | ププッ おおぺらざのかいとう                         | 千葉克彦   | 佐藤雅教              | 佐藤雅教              | 簾畑由実                                               | 宮本里香   | 6月27日       | アニメオリジナル作品 |
| 53   | ププッ ラッキーキャットはだれのてに!（前編）        | 米村正二   | 佐藤雅教              | 佐藤雅教              | 簾畑由実                                               | 羽鳥雅美   | 2021年 4月3日 | 児童読み物第9作      |
| 54   | ププッ ラッキーキャットはだれのてに!（後編）        | 井上亜樹子 | 芝田浩樹              | 芝田浩樹              | 井手武生                                               | 東美紀     | 4月10日       | 児童読み物第9作      |
| 55   | ププッ おもいでのまねきねこ（前編）                 | 東京コウ塀 | 越智一裕              | 三上雅人              | 梨沢孝司                                               | 羽鳥雅美   | 4月17日       | 児童読み物第9作      |
| 56   | ププッ おもいでのまねきねこ（後編）                 | 高橋ナツコ | サトウシンジ          | 手塚江美              | 日下岳史 井手武生                                      | 東美紀     | 4月24日       | 児童読み物第9作      |
| 57   | ププッ みみとがりときょうふのやかた                 | 井上亜樹子 | 増富真福              | 中島啓太郎            | デニス・カブラオ                                       | 羽鳥雅美   | 5月1日        | アニメオリジナル作品 |
| 58   | ププッ きえたおべんとうのなぞ!（前編）              | 大草芳樹   | 三上雅人              | 三上雅人              | デニス・カブラオ                                       | 羽鳥雅美   | 5月8日        | 絵本第4作            |
| 59   | ププッ きえたおべんとうのなぞ!（後編）              | 成田順     | 宮繁之                | 高橋裕哉              | アレハンドロ・ジョン・ベレン                           | 東美紀     | 5月15日       | 絵本第4作            |
| 60   | ププッ けっせい! なんでもかいけつクラブ             | 米村正二   | 小川孝治 （芝田浩樹） | 小川孝治 （芝田浩樹） | 日下岳史 迫江沙羅 松原江里                             | 東美紀     | 5月22日       | アニメオリジナル作品 |
| 61   | ププッ かいていいせきのぼうけん（前編）             | 千葉克彦   | 芝田浩樹              | 芝田浩樹              | 井手武生                                               | 東美紀     | 5月29日       | アニメオリジナル作品 |
| 62   | ププッ かいていいせきのぼうけん（後編）             | 千葉克彦   | 佐藤雅教              | 佐藤雅教              | 梨澤孝司                                               | 羽鳥雅美   | 6月5日        | アニメオリジナル作品 |
| 63   | ププッ かがやきのとうのまちあわせ                   | 東京コウ塀 | 越智一裕              | 三上雅人              | アレハンドロ・ジョン・ベレン                           | 羽鳥雅美   | 6月12日       | アニメオリジナル作品 |
| 64   | ププッ かいとうUとチョウチョふじん（前編）          | 成田順     | 芝田浩樹              | 芝田浩樹              | 井手武生                                               | 東美紀     | 6月19日       | アニメオリジナル作品 |
| 65   | ププッ かいとうUとチョウチョふじん（後編）          | 高橋ナツコ | 佐藤雅教 （芝田浩樹） | 佐藤雅教 （芝田浩樹） | 梨澤孝司 デニス・カブラオ                              | 羽鳥雅美   | 6月26日       | アニメオリジナル作品 |
| 66   | ププッ おしりたんていのこい!?（前編）               | 千葉克彦   | 清水空翔              | 三上雅人              | アレハンドロ・ジョン・ベレン                           | 羽鳥雅美   | 2022年 4月9日 | 児童読み物第10作     |
| 67   | ププッ おしりたんていのこい!?（後編）               | 千葉克彦   | のなかかずみ          | のなかかずみ          | さくましげこ                                           | 羽鳥雅美   | 4月16日       | 児童読み物第10作     |
| 68   | ププッ ももいろのきょうはくじょう（前編）           | 井上亜樹子 | 佐藤真人              | 佐藤真人              | 秦野三和子                                             | 東美紀     | 4月23日       | 児童読み物第10作     |
| 69   | ププッ ももいろのきょうはくじょう（後編）           | 東京コウ塀 | 佐藤真人              | 佐藤真人              | 秦野三和子                                             | 東美紀     | 4月30日       | 児童読み物第10作     |
| 70   | ププッ メイケンけいさつ ふたたび!                   | 米村正二   | 芝田浩樹              | 芝田浩樹              | 梨澤孝司                                               | 東美紀     | 5月7日        | アニメオリジナル作品 |
| 71   | ププッ はりかえられたポスターのなぞ                 | 大草芳樹   | 佐藤雅教              | 佐藤雅教              | 河野宏之                                               | 羽鳥雅美   | 5月14日       | アニメオリジナル作品 |
| 72   | ププッ くびふとしとくびほそし                       | 井上亜樹子 | 座古明史              | 座古明史              | デニス・カブラオ                                       | 東美紀     | 5月21日       | アニメオリジナル作品 |
| 73   | ププッ でんせつのかたなをまもれ                     | 米村正二   | 佐藤雅教              | 佐藤雅教              | デニス・カブラオ 梨澤孝司 簾畑由実                     | 羽鳥雅美   | 5月28日       | アニメオリジナル作品 |
| 74   | ププッ うらないはみみずばれ                         | 大草芳樹   | のなかかずみ          | のなかかずみ          | さくましげこ                                           | 東美紀     | 6月4日        | アニメオリジナル作品 |
| 75   | ププッ ロボットけいさつかん とうじょう!?            | 成田順     | 佐藤真人              | 佐藤真人              | 秦野三和子 宍戸久美子                                  | 羽鳥雅美   | 6月11日       | アニメオリジナル作品 |
| 76   | ププッ ツルルときえたプリンセスエッグ               | 東京コウ塀 | 三上雅人              | 三上雅人              | アレハンドロ・ジョン・ベレン                           | 東美紀     | 6月18日       | アニメオリジナル作品 |
| 77   | ププッ かんごくのおしりたんてい（前編）             | 千葉克彦   | 三上雅人              | 三上雅人              | アレハンドロ・ジョン・ベレン                           | 羽鳥雅美   | 6月25日       | アニメオリジナル作品 |
| 78   | ププッ かんごくのおしりたんてい（後編）             | 千葉克彦   | 小林彩                | 小林彩                | 梨澤孝司                                               | 羽鳥雅美   | 7月2日        | アニメオリジナル作品 |
| 79   | ププッ タコールラリーだいレース（前編）             | 千葉克彦   | 釘宮洋                | 中島啓太郎            | 河野宏之                                               | 羽鳥雅美   | 2023年 4月8日 | アニメオリジナル作品 |
| 80   | ププッ タコールラリーだいレース（後編）             | 千葉克彦   | 佐藤雅教              | 佐藤雅教              | アレハンドロ・ジョン・ベレン                           | 東美紀     | 4月15日       | アニメオリジナル作品 |
| 81   | ププッ かべにあたったげいじゅつか                   | 成田順     | 佐藤真人              | 座古明史              | 河野宏之                                               | 羽鳥雅美   | 4月22日       | アニメオリジナル作品 |
| 82   | ププッ めざせゆうしょう! ボクサーすず               | 井上亜樹子 | 芝田浩樹              | 芝田浩樹              | 河野宏之                                               | 羽鳥雅美   | 4月29日       | アニメオリジナル作品 |
| 83   | ププッ あやしい!?トリックアートミュージアム（前編） | 井上亜樹子 | 芝田浩樹              | 芝田浩樹              | さくましげこ                                           | 東美紀     | 5月6日        | アニメオリジナル作品 |
| 84   | ププッ あやしい!?トリックアートミュージアム（後編） | 井上亜樹子 | 佐藤雅教              | 佐藤雅教              | デニス・カブラオ                                       | 羽鳥雅美   | 5月13日       | アニメオリジナル作品 |
| 85   | ププッ でんせつの だじゃれデカ                      | 東京コウ塀 | 佐藤真人              | 佐藤真人              | 田中理子                                               | 東美紀     | 5月20日       | アニメオリジナル作品 |
| 86   | ププッ かいじゅうえいがの かいじけん                | 成田順     | 佐藤真人              | 佐藤真人              | 秦野三和子                                             | 東美紀     | 5月27日       | アニメオリジナル作品 |
| 87   | ププッ わらいをとめるな!                            | 大草芳樹   | のなかかずみ          | 手塚江美              | 梨澤孝司 竹内未和                                      | 東美紀     | 10月7日       | アニメオリジナル作品 |
| 88   | ププッ いらいぬしは かいとうU（前編）               | 米村正二   | 芝田浩樹              | 芝田浩樹              | デニス・カブラオ                                       | 東美紀     | 10月14日      | アニメオリジナル作品 |
| 89   | ププッ いらいぬしは かいとうU（後編）               | 米村正二   | 佐藤雅教              | 岩井隆央              | さくましげこ                                           | 羽鳥雅美   | 10月21日      | アニメオリジナル作品 |
| 90   | ププッ おじょうさまのハートがぬすまれた!?           | 池谷雅生   | 座古明史              | 座古明史              | 河野宏之 梨澤孝司 デニス・カブラオ                     | 羽鳥雅美   | 10月28日      | アニメオリジナル作品 |
| 91   | ププッ かんごくのエレベーター                       | 米村正二   | ところともかず        | 村山靖                | フランシス・カネダ                                     | 東美紀     | 11月4日       | アニメオリジナル作品 |
| 92   | ププッ サンバはひとりじゃおどれない                 | 大草芳樹   | 芝田浩樹              | 門由利子              | デニス・カブラオ フランシス・カネダ                    | 羽鳥雅美   | 11月11日      | アニメオリジナル作品 |
| 93   | ププッ さいごのじょうきゃく                         | 東京コウ塀 | 中島豊                | 中西伸彰              | キム・ヒョンア パク・ミヒョン キム・デジュン           | 東美紀     | 11月18日      | アニメオリジナル作品 |
| 94   | ププッ こだいぶんめいのロボット（前編）             | 井上亜樹子 | 座古明史              | 岩井隆央              | 河野宏之                                               | 羽鳥雅美   | 2024年 4月6日 | アニメオリジナル作品 |
| 95   | ププッ こだいぶんめいのロボット（後編）             | 井上亜樹子 | 座古明史              | 難波涼                | デニス・カブラオ フランシス・カネダ                    | 羽鳥雅美   | 4月13日       | アニメオリジナル作品 |
| 96   | ププッ せんにゅう! きけんなじどうしゃがっこう       | 成田順     | 池田洋子              | 仲畑ひな              | 河野宏之                                               | 東美紀     | 4月20日       | アニメオリジナル作品 |
| 97   | ププッ おてがら! なんでもかいけつクラブ             | 千葉克彦   | 手塚江美              | 門由利子              | 梨澤孝司 竹内未和                                      | 羽鳥雅美   | 4月27日       | アニメオリジナル作品 |
| 98   | ププッ シンゲンのこかしゆ                           | 千葉克彦   | 小村敏之              | 芝田浩樹              | さくましげこ                                           | 東美紀     | 5月4日        | アニメオリジナル作品 |
| 99   | ププッ スケボーじょうをまもれ                       | 東京コウ塀 | ところともかず        | 村山靖                | 岡辰也 岡部実                                          | 東美紀     | 5月11日       | アニメオリジナル作品 |
| 100  | ププッ かんぺきなアリバイ（前編）                   | リンリン   | 芝田浩樹              | 芝田浩樹              | さくましげこ                                           | 東美紀     | 5月18日       | アニメオリジナル作品 |
| 101  | ププッ かんぺきなアリバイ（後編）                   | リンリン   | 三上雅人              | 三上雅人              | 真庭秀明 フランシス・カネダ                            | 羽鳥雅美   | 5月25日       | アニメオリジナル作品 |
| 102  | ププッ うんどうかいのキシュウせんせい               | 東京コウ塀 | 平池綾子              | 平池綾子              | 河野宏之 袴田裕二                                      | 羽鳥雅美   | 10月5日       | アニメオリジナル作品 |
| 103  | ププッ サーキットではらんのレース                   | リンリン   | 小村敏明              | 難波涼                | 梨澤孝司 竹内未和                                      | 東美紀     | 10月12日      | アニメオリジナル作品 |
| 104  | ププッ ワンコロしょくどう グルメじけんぼ            | 池谷雅生   | 小村敏明              | 小村敏明              | 河野宏之                                               | 羽鳥雅美   | 10月19日      | アニメオリジナル作品 |
| 105  | ププッ コールドケースのなぞをとけ                   | 米村正二   | 高橋裕哉              | 矢野岳                | フランシス・カネダ 袴田裕二                            | 東美紀     | 10月26日      | アニメオリジナル作品 |
| 106  | ププッ ははをたずねて たんていたいけつ              | 米村正二   | 小村敏明              | 江連秋                | さくましげこ                                           | 羽鳥雅美   | 11月2日       | アニメオリジナル作品 |
| 107  | ププッ かがみのなかのかいとうU（前編）              | 成田順     | 平池綾子              | 平池綾子              | 竹内未和                                               | 東美紀     | 11月9日       | アニメオリジナル作品 |
| 108  | ププッ かがみのなかのかいとうU（後編）              | 高橋ナツコ | 三上雅人              | 三上雅人              | さくましげこ                                           | 羽鳥雅美   | 11月16日      | アニメオリジナル作品 |
| 109  | ププッ かいとうUときせきのタペストリー              | 井上亜樹子 | 矢野岳                | 矢野岳                | 袴田裕二                                               | 東美紀     | 2025年 4月5日 | アニメオリジナル作品 |
| 110  | ププッ ねむれるみどりとゆめたんてい                 | 米村正二   | 門由利子              | 門由利子              | 梨澤孝司 ジョーイ・ガランギアン （フランシス・カネダ） | 羽鳥雅美   | 4月12日       | アニメオリジナル作品 |
| 111  | ププッ はしれ、かいけつクラブ!                      | 千葉克彦   | 佐々木憲世            | 三上雅人              | さくましげこ                                           | 羽鳥雅美   | 4月19日       | アニメオリジナル作品 |
| 112  | ププッ あらたなるかいとう                           | 高橋ナツコ | 小村敏明              | 岩井隆央              | 河野宏之 （真庭秀明）                                  | 東美紀     | 4月26日       | 児童読み物第11作     |
| 113  | ププッ せんにゅうするかいとう                       | 高橋ナツコ | 小村敏明              | 小村敏明              | ジョーイ・ガランギアン 袴田裕二 （真庭秀明）           | 羽鳥雅美   | 5月3日        | 児童読み物第11作     |
| 114  | ププッ おしりたんていはどこにいる?                  | 千葉克彦   | 座古明史              | 難波涼                | 竹内未和 藤井睦美 （真庭秀明）                         | 東美紀     | 5月10日       | 児童読み物第11作     |
| 115  | ププッ おしりたんていはここにいた                   | 千葉克彦   | 平池綾子              | 手塚江美              | 北野幸広 （真庭秀明）                                  | 羽鳥雅美   | 5月17日       | 児童読み物第11作     |
| 116  | ププッ ブラウンのてんごくじごくゲーム               | 池谷雅生   | 門由利子              | 江連秋                | 梨澤孝司 （真庭秀明）                                  | 東美紀     | 5月24日       | 児童読み物第11作     |

### 日本国外での放送
時間帯は全て現地時間。
香港
2019年7月1日から2020年4月6日無綫電視翡翠台にて、『屁屁偵探』（第1期、第2期、第3期）のタイトルで毎週月曜の17時20分 - 17時50分に放送。広東語 & 日本語二ヶ国語放送、繁体字字幕あり。
2022年1月21日から2022年3月11日無綫電視翡翠台にて、『屁屁偵探』（第4期）のタイトルで毎週木曜、金曜の17時20分 - 17時50分に放送。広東語 & 日本語二ヶ国語放送、繁体字字幕あり。
ロシア
2020年4月からチャンネル2x2にて、«ПодоТРУ - детектив»のタイトルで夜10時台から深夜にかけて放送。ロシアでは検閲の都合で朝や昼の時間帯に「おしり」を見せることができないため夜の時間帯に放送されている。

## コラボレーションアニメ

### コズミックフロント
2023年3月に『コズミックフロント』（NHK BSプレミアム）とのコラボレーション作品が2作放送された。
第1作「おしりたんてい コズミックフロント」～コズっとなぞとき! きえたきょうりゅうかせき～
初回放送日：2023年3月18日
第2作「おしりたんてい コズミックフロント」～コズっとなぞとき! うちゅうのおおどろぼう～
初回放送日：2023年3月25日

#### 登場キャラクター
初登場のキャラクターのみ記載。
- ミック（声 - ファイルーズあい）
- スピノ（声 - 小林由美子）第1作
- ユニバース（声 - 諏訪部順一）第2作
- ヒモカワ（声 - 塩屋翼）第2作
- 明日太郎（声 - 小林祐介）第2作

#### スタッフ
- 監督 - 三上雅人
- 脚本 - 高橋ナツコ（第1作）、千葉克彦（第2作）
- 音楽 - 高木洋
- キャラクターデザイン - 真庭秀明

#### 主題歌
「コズっとなぞとき! ハテナビゲーション」
作詞 - 藤本記子 / 作曲・編曲 - EVERGREEN LELAND STUDIO / 歌 - 茶和アヤカ

### チコちゃんに叱られる!
同じく3月に『チコちゃんに叱られる!』（NHK総合）とのコラボレーション作品が放送された。
「ププッ ねらわれたチコちゃんのたからもの」
初回放送日：2023年3月28日
エンディングでは通常の主題歌に加え、「チコちゃんに叱られる！」から「叱られたい！」が放送された。

#### 登場キャラクター
- チコちゃん（声 - 木村祐一）
- キョエ（声 - キョエ）
- オカムラ（声 - 岡村隆史）

#### スタッフ
- 監督 - 佐藤雅教
- 脚本 - 千葉克彦
- 絵コンテ・演出 - 佐藤真人
- 音楽 - 高木洋
- キャラクターデザイン・総作画監督 - 真庭秀明
- 作画監督 - 秦野美和子
- 美術監督 - 羽鳥雅美

## Webアニメ
- 3分でププッとわかる！「おしりたんてい」予告編
- おしりたんてい 「みなとまちの トゥクトゥクチェイス」
- おしりたんてい「ププッとフムッとかいけつダンス」

## 映画

### 映画 おしりたんてい カレーなる じけん
2019年4月26日に『東映まんがまつり』の1作として、『映画 おしりたんてい カレーなる じけん』と題された劇場アニメが公開。ゲストキャラクター「アルパチ」役として、太田光（爆笑問題）が出演。同時上映は『映画 爆釣バーハンター 謎のバーコードトライアングル!爆釣れ!神海魚ポセイドン』『えいが うちの3姉妹』『りさいくるずー』

#### 登場キャラクター
- アルパチ（声 - 太田光）

#### スタッフ（映画1）
- 制作 - 高木勝裕（東映アニメーション）、村松秀信（東映）、間宮登良松（東映ビデオ）、木下直哉（木下グループ）
- エグゼクティブプロデューサー - 森下孝三、吉村文雄、島谷浩作
- 企画 - 浅間陽介
- 原作 - トロル / 「おしりたんてい カレーなる じけん」（ポプラ社刊）
- 脚本 - 高橋ナツコ
- キャラクターデザイン・作画監督 - 真庭秀明
- 音楽 - 高木洋
- 監督 - 平山美穂[22]
- 配給 - 東映[23]

### 映画 おしりたんてい テントウムシいせきの なぞ
東映まんがまつりの1作として公開。同時上映は『仮面ライダー電王 プリティ電王とうじょう!』『映画 ふしぎ駄菓子屋 銭天堂 つりたい焼き』『りさいくるずー まもれ!もくようびは資源ごみの日』。キャッチコピーは「おしりたんていが、いせきのなぞにいどむ！！」。お子様限定入場者プレゼントは劇中で参加できる『おしりたんていププッとライト』。当初は2020年4月24日公開予定であったが新型コロナウイルス感染状況とこれに伴う政府および関係機関等の方針により公開延期となり、緊急事態宣言解除に伴い2020年8月14日に公開。

#### 登場キャラクター（映画2）
- パンタン（声 - 小林星蘭）
- イタ子（声 - 犬山イヌコ）
- イタ吉（声 - 竹井亮介）

#### スタッフ（映画2）
- 監督 - 芝田浩樹
- 脚本 - 高橋ナツコ

### 映画 おしりたんてい スフーレ島のひみつ
東映まんがまつり枠で2021年8月13日公開。同時上映は『深海のサバイバル!』、『りさいくるずー』（幕間作）。

#### 登場キャラクター（映画3）
- 町娘ルル（声 - 鈴木梨央）
- ルカ（声 - 神谷浩史）

### 映画おしりたんてい シリアーティ
シリーズ初の単独上映となる長編映画作品として2022年3月18日公開。同時上映は短編作品『映画おしりたんてい 夢のジャンボスイートポテトまつり』。

### 映画おしりたんてい さらば愛しき相棒（おしり）よ
2024年3月20日公開。同時上映は短編作品『映画おしりたんてい なんでもかいけつ倶楽部 対 かいとうU』。

### 映画 おしりたんてい スター・アンド・ムーン
2025年3月20日公開。児童読み物第13作『たいけつ!かいとうアカデミー スターサイド』及び第14作『たいけつ!かいとうアカデミー ムーンサイド』を基にした作品。キャッチコピーは「二人なら、戦える。」。

## 書誌情報
| 巻数           | サブタイトル                                                                    | 発売日         | ISBN              |
| 絵本           | 絵本                                                                            | 絵本           | 絵本              |
| -------------- | ------------------------------------------------------------------------------- | -------------- | ----------------- |
| 1              | おしりたんてい                                                                  | 2012年10月6日  | 978-4-591-13090-2 |
| 2              | おしりたんてい ププッ レインボーダイヤを さがせ!                                | 2013年9月10日  | 978-4-591-13587-7 |
| 3              | おしりたんてい ププッ ちいさな しょちょうの だいピンチ!?                        | 2014年3月8日   | 978-4-591-13908-0 |
| 4              | おしりたんてい ププッ きえた おべんとうのなぞ!                                  | 2014年10月1日  | 978-4-591-14142-7 |
| 5              | おしりたんてい ププッ おおどろぼう あらわる!                                    | 2015年10月7日  | 978-4-591-14674-3 |
| 6              | おしりたんてい ププッ おしりたんていが ふたりいる!?                             | 2016年12月6日  | 978-4-591-15257-7 |
| 7              | おしりたんてい ププッ ゆきやまの しろいかいぶつ!?                               | 2018年12月13日 | 978-4-591-16067-1 |
| 児童読み物     |                                                                                 |                |                   |
| 1              | おしりたんてい むらさきふじんの あんごうじけん                                  | 2015年8月6日   | 978-4-591-14618-7 |
| 2              | おしりたんてい やみよに きえる きょじん                                         | 2016年3月10日  | 978-4-591-14922-5 |
| 3              | おしりたんてい ふめつの せっとうだん                                            | 2016年8月3日   | 978-4-591-15098-6 |
| 4              | おしりたんてい かいとう VS たんてい                                             | 2017年3月9日   | 978-4-591-15403-8 |
| 5              | おしりたんてい いせきからのSOS                                                  | 2017年8月3日   | 978-4-591-15515-8 |
| 6              | おしりたんてい あやうし たんていじむしょ                                        | 2018年3月10日  | 978-4-591-14618-7 |
| 7              | おしりたんてい みはらしそうのかいじけん                                         | 2018年8月5日   | 978-4-591-15915-6 |
| 8              | おしりたんてい かいとうと ねらわれた はなよめ                                   | 2019年4月20日  | 978-4-591-16260-6 |
| 9              | おしりたんてい ラッキーキャットは だれの てに!                                  | 2019年8月22日  | 978-4-591-16355-9 |
| 10             | おしりたんてい おしりたんていの こい!?                                          | 2020年10月     | 978-4-591-16697-0 |
| 11             | おしりたんてい あらたなる かいとう                                              | 2024年3月      | 978-4-591-18045-7 |
| 12             | おしりたんてい かいとうUの おとしもの                                           | 2024年11月     | 978-4-591-18370-0 |
| 13             | おしりたんてい たいけつ!かいとうアカデミー スターサイド                         | 2025年3月19日  | 978-4-591-18544-5 |
| 14             | おしりたんてい たいけつ!かいとうアカデミー ムーンサイド                         | 2025年3月19日  | 978-4-591-18545-2 |
| イベント限定本 |                                                                                 |                |                   |
|                | おしりたんてい カレーなるじけん                                                 | 2017年12月23日 | 978-4-591-14618-7 |
| アニメコミック |                                                                                 |                |                   |
|                | アニメコミックおしりたんてい1 ププッ コアラちゃん だいかつやく                  | 2019年11月     | 978-4-591-16425-9 |
|                | アニメコミックおしりたんてい2 ププッ かいとうＵの だいさくせん                  | 2019年11月     | 978-4-591-16426-6 |
|                | アニメコミックおしりたんてい3 ププッ ワナだらけのジャングル                     | 2020年3月      | 978-4-591-16621-5 |
|                | アニメコミックおしりたんてい4 ププッ かいとうUはおアツいのがおすき              | 2020年11月     | 978-4-591-16830-1 |
|                | アニメコミックおしりたんてい5 ププッ かいとうＵたいかいとうU!?                  | 2020年11月     | 978-4-591-16831-8 |
|                | アニメコミックおしりたんてい6 映画おしりたんてい テントウムシいせきの なぞ      | 2021年1月      | 978-4-591-16949-0 |
|                | アニメコミックおしりたんてい7 ププッ マルチーズしょちょうとチワワしょちょう     | 2021年4月      | 978-4-591-17011-3 |
|                | アニメコミックおしりたんてい8 ププッ ブラウンのたんていしゅぎょう               | 2021年7月      | 978-4-591-17052-6 |
|                | アニメコミックおしりたんてい9 ププッ おおぺらざのかいとう                       | 2021年10月     | 978-4-591-17141-7 |
|                | アニメコミックおしりたんてい10 映画おしりたんてい スフーレ島のひみつ            | 2022年1月      | 978-4-591-17219-3 |
|                | アニメコミックおしりたんてい11 ププッ けっせい!なんでもかいけつクラブ           | 2022年4月      | 978-4-591-17354-1 |
|                | アニメコミックおしりたんてい12 映画おしりたんてい シリアーティ                  | 2022年7月      | 978-4-591-17435-7 |
|                | アニメコミックおしりたんてい12 映画おしりたんてい シリアーティ限定版（DVDつき） | 2022年7月      | 978-4-591-17464-7 |
| 関連本         |                                                                                 |                |                   |
|                | アニメおしりたんてい 大じてん                                                   | 2021年7月      | 978-4-591-17062-5 |
|                | おしりたんてい おしりさがしBOOK ププッとまちがいさがし                          | 2021年10月     | 978-4-591-17140-0 |
|                | おしりたんていププッとおりがみ                                                  | 2021年11月     | 978-4-591-17158-5 |
|                | はじめての おしりたんていキャラクターずかん                                     | 2021年12月     | 978-4-591-17191-2 |
|                | おしりたんてい ププッとすいり! クイズブック                                     | 2022年2月      | 978-4-591-17233-9 |
|                | おしりたんてい ププッとかいけつ! さがしえブック                                 | 2022年2月      | 978-4-591-17232-2 |
|                | おしりたんてい ププッとおたすけ! めいろブック                                   | 2022年2月      | 978-4-591-17231-5 |
|                | 映画おしりたんてい シリアーティ ザ・ノベル                                      | 2022年5月      | 978-4-591-17385-5 |
|                | 映画おしりたんてい さらば愛しき相棒（おしり）よ ザ・ノベル                      | 2024年5月      | 978-4-591-18163-8 |

### 外伝小説
すずを主人公とした物語。
- 井上亜樹子（文）・トロル（原作）・雛川まつり（絵） 『すずのまたたびデイズ』 ポプラ社、既刊4巻
  1. 『すずのまたたびデイズ はちゃめちゃパティシエしゅぎょう』、2022年6月発売、ISBN 978-4-591-17393-0
  2. 『すずのまたたびデイズ テレビ局で事件発生!?』、2022年12月発売、ISBN 978-4-591-17571-2
  3. 『すずのまたたびデイズ おやしきに ひそむ おばけ!?』 、2023年7月発売、ISBN 978-4-591-17836-2
  4. 『すずのまたたびデイズ 消えた推しをさがせ!』 、2024年10月発売、ISBN 978-4-591-18332-8

### 外伝コミック
最強ジャンプ2020年5月号から連載。若き新人調査員時代の父・ダンディの冒険物語。
- 春原ロビンソン（原作・構成）・菊池晃弘（作画） 『おしりダンディ ザ・ヤング』 集英社、既刊9巻
  1. 「おたからは おれに まかせろ！」、2020年11月4日発売、ISBN 978-4-08-790018-7
  2. 「かいぞくの おたからを さがせ！」、2021年3月24日発売、ISBN 978-4-08-790028-6
  3. 「おばけやしきの なぞ！」、2021年11月26日発売、ISBN 978-4-08-790065-1
  4. 「ドラゴンへの みち！」、2022年3月25日発売、ISBN 978-4-08-790070-5
  5. 「くもの おうこく」、2022年7月15日発売、ISBN 978-4-08-790085-9
  6. 「きょうりゅうの しま」、2022年11月25日発売、ISBN 978-4-08-790100-9
  7. 「アラチンと まほうのランプ」、2023年7月26日発売、ISBN 978-4-08-790135-1
  8. 「でんせつの にんじゃ」、2024年2月28日発売、ISBN 978-4-08-790161-0
  9. 「かいていからの SOS」、2024年11月5日発売、ISBN 978-4-08-790184-9
  10. 「みちびかれし ゆうしゃ」、2025年3月19日発売、ISBN 978-4-08-790197-9

## CD
- 『おしりたんてい 主題歌ミニアルバム』
- 『おしりたんてい オリジナル・サウンドトラック』

## アプリ・ゲーム

### 絵本アプリ
FLAMAによりiOS版とAndroid版の両方が無料で配信されている。
画面を右から左にスワイプしてページをめくりながら読み進めるシステムの参加型絵本アプリ。ヒントを集めて謎を解き答える選択クイズや、タップ連打で必殺技を繰り出すアクションなど、「物語」に加えて「遊び」の要素も取り入れられている。
1. おしりたんてい （2011年9月）
2. おしりたんてい～きえたサンタクロース～ （2011年12月）
3. おしりたんてい～ねらわれたダイヤ～ （2012年4月）
4. おしりたんてい～ぬすまれたバナナをおえ！～ （2013年2月）

### コンシューマーゲーム
おしりたんてい ププッみらいのめいたんていとうじょう！
日本コロムビアより2021年11月4日に発売されたNintendo Switch用ナゾときアドベンチャーゲーム。
プレイヤーの分身である主人公がおしりたんていの助手となり、共に様々な難事件を解決していく。オリジナルキャラクターとしてワイルドラビット1号&2号（声：佐伯美由紀、林大地）、ムッシュ・ドグー（声：杉村憲司）が登場する。

### スマートフォンゲーム
おしりたんてい ププッとかいけつなぞときくんれん（ププなぞ）
サクプラスより、iOS版とAndroid版が2024年9月30日配信開始。
絵探し、間違い探し、パズルなど原作を再現した謎解きアプリになっている。

## リアル脱出ゲーム
SCRAP主催の体験型ゲームイベントであるリアル脱出ゲームとのコラボで2019年4月から8月にかけて全国の書店にておしりたんてい×リアル脱出ゲーム3部作として開催することが決定した。参加者はおしりたんていじむしょにふらりと立ち寄った見習い探偵となって、様々な推理を駆使して各々のペースで依頼主から事件を解決（脱出）することがクリア条件。同年4月14日に朝日新聞全国版にておしりたんてい×リアル脱出ゲーム3部作のプロローグが掲載した。
1. おしりたんてい×リアル脱出ゲーム『おうごんのしょをさがせ』（2019年4月20日 - 6月28日）
2. おしりたんてい×リアル脱出ゲーム『かくされた本やさんのひみつ』（2019年6月29日 - 8月9日）
3. おしりたんてい×リアル脱出ゲーム『ほんやさんからのSOS』（2019年8月10日 - 謎解きキットが在庫切れになった時点）

## ミュージカル
おしりたんていミュージカル むらさきふじんのあんごうじけん
当初は、2020年4月25日・26日に練馬文化センター（東京・練馬）、同年8月22日・23日にシアター1010（東京・北千住）での公演が予定されていたが、どちらも新型コロナウイルス感染症の拡大状況ならびに政府からの要請を鑑み、中止になった。
2020年12月に上演。以降、2021年8月より全国ツアーが開催されたが、同様の理由で一部の開催が中止された。
公演日程（中止は含まない）
- 2020年12月18日 - 12月20日、会場：東京国際フォーラム
- 2021年8月5日、会場：練馬文化センター 大ホール(こぶしホール)
- 2021年8月13日、会場：カナモトホール(札幌市民ホール)
- 2021年12月18日、会場：仙台銀行ホールイズミティ21
- 2021年12月19日、会場：秋田市文化会館
- 2021年12月25日、会場：上越市文化会館
- 2021年12月26日、会場：新潟テルサ
- 2022年3月27日、会場：上野学園ホール(広島県立文化芸術ホール)
- 2022年4月10日、会場：YCC県民文化ホール 大ホール
- 2022年4月24日、会場：サントミューゼ（上田市交流文化芸術センター）
- 2022年5月1日、会場：かつしかシンフォニーヒルズ モーツァルトホール（立石）
- 2022年5月3日、会場：吹田市文化会館メイシアター
- 2022年5月14日、会場：千葉県文化会館 大ホール
- 2022年5月28日、会場：宮崎市民文化ホール
- 2022年5月29日、会場：市民会館シアーズホーム夢ホール（熊本市民会館）
- 2022年6月11日、会場：金沢歌劇座
- 2022年6月18日、会場：周南市文化会館
- 2022年6月19日、会場：川商ホール（鹿児島市民文化ホール）
- 2022年7月3日、会場：オーバード・ホール（富山市芸術文化ホール）
- 2022年7月9日、会場：愛媛県県民文化会館 メインホール
- 2022年7月10日、会場：高知県立県民文化ホール オレンジホール
- 2022年7月16日、会場：ザ・ヒロサワ・シティ会館 大ホール
- 2022年7月17日、会場：名古屋市公会堂大ホール
- 2022年8月11日、会場：ほくしか鹿鳴ホール（大館市民文化会館）
- 2022年8月12日、会場：由利本荘市文化交流館カダーレ
- 2022年8月20日、会場：佐賀市文化会館大ホール
- 2022年8月21日、会場：iichikoグランシアタ
- 2022年9月3日、会場：とりぎん文化会館（梨花ホール）
- 2022年9月4日、会場：島根県民会館
- 2022年9月10日、会場：レクザムホール(香川県県民ホール) 大ホール
- 2022年9月11日、会場：倉敷市民会館 ホール
- 2022年10月2日、会場：静岡市清水文化会館マリナート 大ホール

出演
- おしりたんてい - 三瓶由布子（声の出演）
- ブラウン - 齋藤彩夏（声の出演）
- マルチーズしょちょう・ナレーション - 渡辺いっけい（声の出演）
- 藤原麻友美
- 霜よしむね
- 寺田遥平（田中精が出演予定だったが、降板のため演者が変更[35]）
- 山口託矢（九星隊）
- 伊勢大貴（2021年8月5日公演ゲスト[36]）

スタッフ
- 演出 - 金谷かほり
- 脚本 - 成田順
- 脚本監修 - 高橋ナツコ
- 音楽 - 高木洋

## 関連商品

### 音楽CD
日本コロムビアより発売。
アルバム
『おしりたんてい』（2018年6月20日発売、COCX-40382）
- 主題歌、劇中BGMを収録したミニアルバム。

### DVD
販売元：日本コロムビアで、2018年8月22日より発売。
| 巻数                                                        | 発売日         | 収録話                 |
| ----------------------------------------------------------- | -------------- | ---------------------- |
| おしりたんてい1 ププッとかいけつ! おしりたんていとうじょう! | 2018年8月22日  | 第1話ｰ第3話            |
| おしりたんてい2 ププッ ふめつのせっとうだん                 | 2018年12月19日 | 第4話ｰ第6話            |
| おしりたんてい3 ププッ ブラウンものがたり                   | 2018年12月19日 | 第7話ｰ第9話            |
| おしりたんてい4 ププッ かいとう たい たんてい               | 2019年3月20日  | 第10話ｰ第13話          |
| おしりたんてい5 ププッ いせきからのＳＯＳ                   | 2019年7月24日  | 第14話ｰ第16話+特典映像 |
| おしりたんてい6 ププッ やみよにきえるきょじん               | 2019年7月24日  | 第17話ｰ第20話          |
| おしりたんてい7 ププッ みはらしそうのかいじけん             | 2019年12月18日 | 第21話ｰ第23話          |
| おしりたんてい8 ププッ うたがわれたけいじ                   | 2019年12月18日 | 第24話ｰ第26話          |
| おしりたんてい ププッ レインボーダイヤをさがせ！            | 2020年6月17日  | 第27話ｰ第29話          |
| おしりたんてい ププッ おしりたんていがふたりいる!?          | 2020年6月17日  | 第30話ｰ第33話          |
| おしりたんてい ププッ ワナだらけのジャングル                | 2020年12月16日 | 第34話ｰ第36話          |
| おしりたんてい ププッ かいとうU たい かいとうU!?            | 2020年12月16日 | 第37話ｰ第39話          |
| 映画おしりたんてい テントウムシいせきの なぞ                | 2021年1月13日  |                        |
| おしりたんてい ププッ ゆきやまのしろいかいぶつ!?            | 2021年6月30日  | 第40話ｰ第42話          |
| おしりたんてい ププッ かいとうとねらわれたはなよめ          | 2021年6月30日  | 第43話ｰ第46話          |
| 映画おしりたんてい スフーレ島のひみつ                       | 2021年12月8日  |                        |
| おしりたんてい ププッ おりのなかのけいかく                  | 2021年12月22日 | 第47話ｰ第49話          |
| おしりたんてい ププッ おおぺらざのかいとう                  | 2021年12月22日 | 第50話ｰ第52話          |
| おしりたんてい ププッ ラッキーキャットはだれのてに!         | 2022年6月22日  | 第53話ｰ第56話          |
| おしりたんてい ププッ きえたおべんとうのなぞ!               | 2022年6月22日  | 第57話ｰ第59話          |
| 映画おしりたんてい シリアーティ                             | 2022年7月13日  |                        |
| おしりたんてい ププッ かいていいせきのぼうけん              | 2022年12月21日 | 第60話ｰ第62話          |
| おしりたんてい ププッ かいとうUとチョウチョふじん           | 2022年12月21日 | 第63話ｰ第65話          |
| 映画おしりたんてい さらば愛しき相棒（おしり）よ             | 2024年7月10日  |                        |

### NHK紅白歌合戦出場歴
| 年度/放送回             | 回           | 曲目                           | 出演順 | 対戦相手 | 備考         |
| ----------------------- | ------------ | ------------------------------ | ------ | -------- | ------------ |
| 2019年(令和元年) 第70回 | 初(特別出演) | ププッとフムッとかいけつダンス | なし   | なし     | 企画内で出演 |